# Elegies
Elegies är ett videoalbum av Machine Head som släpptes 2005.

## Låtlista
1. Intro ("Ave Satani")
2. Imperium
3. Seasons Wither
4. Old
5. Bulldozer
6. Days Turn Blue to Gray
7. The Blood, the Sweat, The Tears
8. Ten Ton Hammer
9. The Burning Red
10. The Presence Of My Enemies
11. Take My Scars
12. Descend The Shades Of Night
13. Davidian
14. Block